# Irish Northern Aid Committee

Logo du NORAID

L'Irish Northern Aid Committee (NORAID, en français : « Comité d'aide nord-irlandais ») est une organisation républicaine irlandaise fondée en avril 1970 aux États-Unis.
Le NORAID est créé par un vétéran de la première IRA, Martin Flannery, pour organiser le soutien des Irlando-Américains au Sinn Féin. Au cours du conflit nord-irlandais, plusieurs millions de dollars sont collectés, officiellement pour aider les familles des prisonniers républicains, mais l'organisation est soupçonnée d'achat d'armes pour la Provisional Irish Republican Army. Selon George Harrison, vétéran de la première IRA responsable de plusieurs trafics d'armes entre les États-Unis et l'Irlande, les armes passaient par un autre canal.